# Studio A.R.T.
Le Studio A.R.T est un ancien studio d'enregistrement musical privé du producteur allemand Michael Cretu situé dans les collines d'Ibiza. Il a été démoli en 2009.
Le studio a été conçu par Gunter Wagner et Bernd Steber et utilisé pour enregistrer les productions de Cretu, notamment celles de sa femme Sandra, Trance Atlantic Air Waves et surtout le plus grand succès du producteur : Enigma.